# 桑原幹根
桑原 幹根（くわはら みきね、1895年8月29日 - 1991年4月11日）は、日本の政治家、内務官僚。1946年に官選愛知県知事に任じられ、公職追放された後、公選で当選し、同知事を6期24年にわたって務めた。1987年愛知県名誉県民。勲一等旭日大綬章受章。

## 来歴
山梨県南都留郡明見村（後に明見町を経て、現・富士吉田市）で養蚕農家の七男として生まれた。兄は大審院判事を務めた桑原龍興。山梨県第一中学校都留分校（現・山梨県立都留高等学校）、旧制第一高等学校から東京帝國大学（現・東京大学）法学部を経て、内務省に入省。1935年、福島県書記官・経済部長、同年に内閣東北振興事務局書記官に就任。1936年、内閣東北局長に就任。
日本商工会議所と東京商工会議所の専務理事を務めていた1941年8月、東北興業株式会社の副総裁に選任される。
1945年4月、東北興業の総裁に就任。同年7月10日の仙台空襲により東北興業の本社は焼失。終戦の詔書を役員寮の八畳間で聞いた桑原は、雨戸を閉めて、暗くなった部屋で4、5日間ひとりで閉じこもっていたという。「ペンを持って何かを書こうとしましたが、書くことは出来ません」「心の底の悲しみは簡単には消えませんね」とのちに回顧録で述べている。

### 官選愛知県知事に就任
官界から身を引く決心をし、後任を決めて1946年6月30日の株主総会で総裁を辞職。7月初め、東京の渋谷区の焼け残った自宅に引き揚げる。山形県の天童温泉に疎開していた家族も東京に戻り、再会を果たした。7月7日夜、自宅に帰ると当時内務次官だった飯沼一省が待っていた。愛知県知事の早川三郎が公職追放を受けたため、後任として桑原の名が挙がったという話であった。翌日、飯沼に断りの返事をするも、「たくさんの先輩、同僚たちが次々と追放された。あとに残されたものの義務として立て直しをしなければならない」と説得される。7月9日の汽車で名古屋市に向かい、同日付で愛知県知事に就任した。
1947年3月5日、初の公選愛知県知事選挙に立候補するために知事を辞職。知事選は3月15日に告示されるが、その10日後、東北興業副総裁時代に関係していた会社の戦争関与が問われ、公職適否審査委員会から追放決定の通知を受ける。桑原は東北振興パルプと東北振興アルミの役員を兼ねていたが、前者が王子製紙との、後者が昭和電工との合弁会社で、それらが共に有数の財閥会社であったことから追放の対象になった。桑原は急遽、官選最後の知事で元内務官僚の青柳秀夫に出馬を要請し、青柳は4月5日に行われた選挙で初当選した。
1948年7月、東海証券の社長に就任。同時に名古屋証券業協会の会長にも就任した。同年10月、ホテル丸栄の初代社長に就任。

### 1951年の知事選で初当選

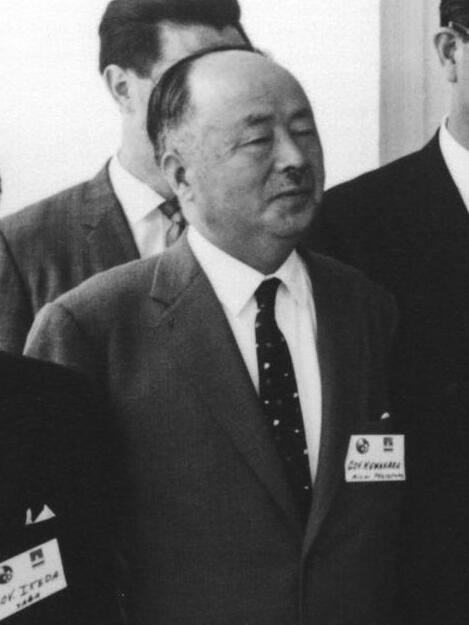
1962年5月21日、ホワイトハウスにて

1950年10月3日、追放が解除され、翌年4月の第2回公選知事選に向け活動を始める。中区栄町（現・中区栄）の空き地にバラックを建て、これを選挙事務所とした。社長を務めていたホテル丸栄の一室を作戦本部とし、石黒幸市らが陣取った。選挙事務長は青柳秀夫が務めた。
難物は自由党の公認をめぐる争いであった。桑原は早くから大野伴睦や佐藤栄作幹事長に渡りをつけ、岡崎勝男にも同期のよしみで手を回したが、地元の国会議員を頭越ししたのがこじれる原因となった。愛知県選出の国会議員中、山田佐一県支部長、江﨑真澄ら10人は元一宮市長の吉田萬次につき、辻寛一、草葉隆圓ら5人は桑原についた。結局決着はつかず、二人とも公認を名乗って選挙戦に突入した。当時の公選法では当選者は有効投票の8分の3を獲得しなければならなかった。候補者は7人。新聞は各紙、決選投票になるとの予想を立てていた。中でも有力とみられていたのが、社会党の推薦と労組の支援を受けた前副知事の桐谷勝三郎であった。
1951年4月30日、愛知県知事選挙執行。候補者7人中最多の票を獲得するが、法定得票数に達しなかったため、5月11日に2位の吉田萬次との決選投票が行われる。開票は同日、名古屋市を除いて県下一斉に行われた。即日開票分は吉田475,293票、桑原466,404票で、吉田がリードした。4月30日の選挙で名古屋市で5万票ほど吉田を引き離していた桑原にとって、名古屋の開票分が頼みであった。翌日、吉田との差がじりじりと迫る中、相手陣営の田嶋好文の車が選挙事務所の前を「吉田当選。当選確実」と言って通り過ぎ、桑原も一時は「取り返しのつかないことをした」と思ったという。そこへ中村区の票が加わり逆転。吉田をわずか3,670票差でかわし、初当選を果たした。
自らの辞職によって繰り上げ選挙を2度も実施した岐阜県知事の武藤嘉門から「次もやるなら、繰上選挙をやりなさい」とすすめられ、1955年1月17日、任期満了を待たずして辞職。辞職は対立候補の用意が整う前に選挙に持ち込む不意打ち作戦だったとされている。社会党は尾張徳川家19代当主の徳川義親に白羽の矢を立てるが、本人に受ける気はなく、参議院議員の栗山良夫、大学講師の伊藤武雄らに断られたあと、党県連合会前会長の佐藤一平を擁立。同年2月15日に行われた知事選で佐藤を破り再選。
1967年5月10日から1975年2月14日まで全国知事会会長を務めた。
1971年の知事選は、フランス文学者で『広辞苑』の共同編纂者の新村猛との一騎打ちとなった。桑原1,037,290票に対し、新村915,477票で、僅差で6期目の当選を果たした。名古屋市内では逆に9万票の差をつけられて負けた。
1973年、勲一等旭日大綬章を受章。1975年2月14日をもって知事を退いた。
引退後も政治活動は続けた。1980年6月に行われた衆参同日選挙では、参議院愛知県選挙区から自民党公認で立候補した外務官僚の大木浩の選対事務長を務め、遊説した。1987年、愛知県で初の名誉県民となった。
1991年4月11日、心不全のため死去。95歳没。同年5月16日には愛知県民葬が営まれた。

## 業績・人物
- 1959年、愛知用水の存在が決め手となって三重県との誘致合戦を制し、東海製鉄（現・日本製鉄名古屋製鉄所）を上野町（現・東海市）へ誘致する事に成功している[19]。
- 全国の草分けとなった地方計画を策定するなど、知事在任中は行政手腕と中央への人脈を活かし、名古屋港や衣浦港を整備して工業用地を造成した。高度経済成長の勢いに乗り、愛知県をトヨタ自動車や新日本製鐵に代表される工業県に変化させた。
- 1967年、全国知事会で初めて東京都知事以外から会長に選ばれた。

## 著書
- 『警察風景』松華堂書店、1930年。
- 『無胆の人』中部経済新聞社、1958年。
- 『世紀を生きる 歴史とは未来のこと』政経社、1974年。
- 『桑原幹根回顧録 知事二十五年』毎日新聞社、1979年。
- 『忙中閑詩』中日新聞本社、1982年。
- 『余生余話』中日新聞社、1987年。